# 빌로호리우카 학교 폭탄 테러

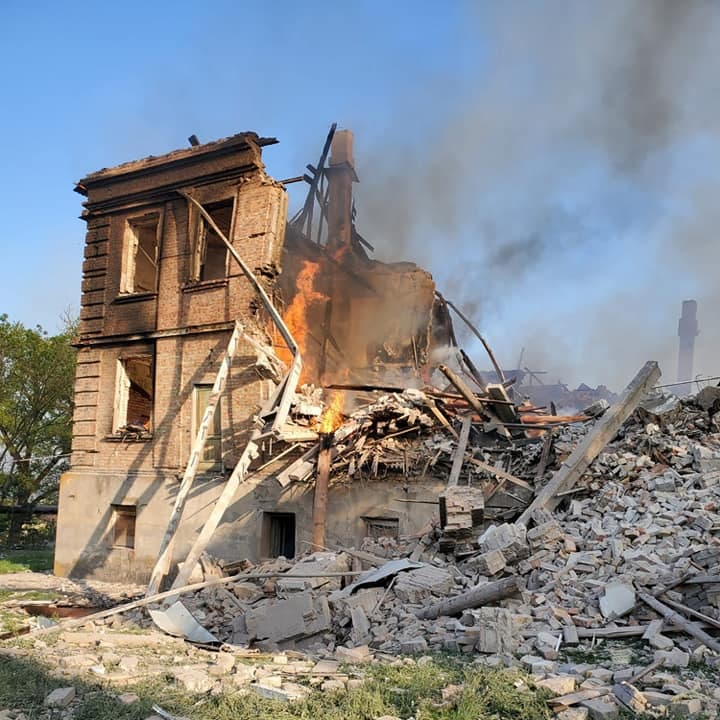

빌로호리우카 학교 폭탄 테러에 관한 문서이다.
2022년 5월 7일, 루한스크주 빌로호리우카에 있는 한 학교는 러시아의 우크라이나 침공 당시 시비에도네츠크 전투 중에 러시아군의 폭격을 받았다. 사망자는 최소 2명으로 확인됐고, 당국은 실제 사망자가 60명에 가깝다고 밝혔다.
당시 볼로디미르 젤렌스키 대통령은 이 건물 지하에 약 90명이 대피하고 있었는데, 이 사람들이 마을 인구의 대다수라고 말했다. 건물은 러시아의 공습으로 타격을 받아 건물에 불이 붙었고 안에 많은 사람들이 갇혔다.

## 여파
최소 30명이 구조됐다. 2명이 사망한 것으로 확인됐으나, 루한스크주 세르히 하이다이 주지사는 남은 60명이 사망한 것으로 추정된다고 말했다.

## 반응
이번 공격은 우크라이나 외무부와 안토니오 구테헤스 유엔 사무총장에 의해 규탄됐으며 그는 이번 공격에 "경악했다"고 말했다.
영국 외무장관 리즈 트러스는 "무서웠다"며 이번 공격이 전쟁범죄에 해당한다고 말했다.